# Sillita de coche

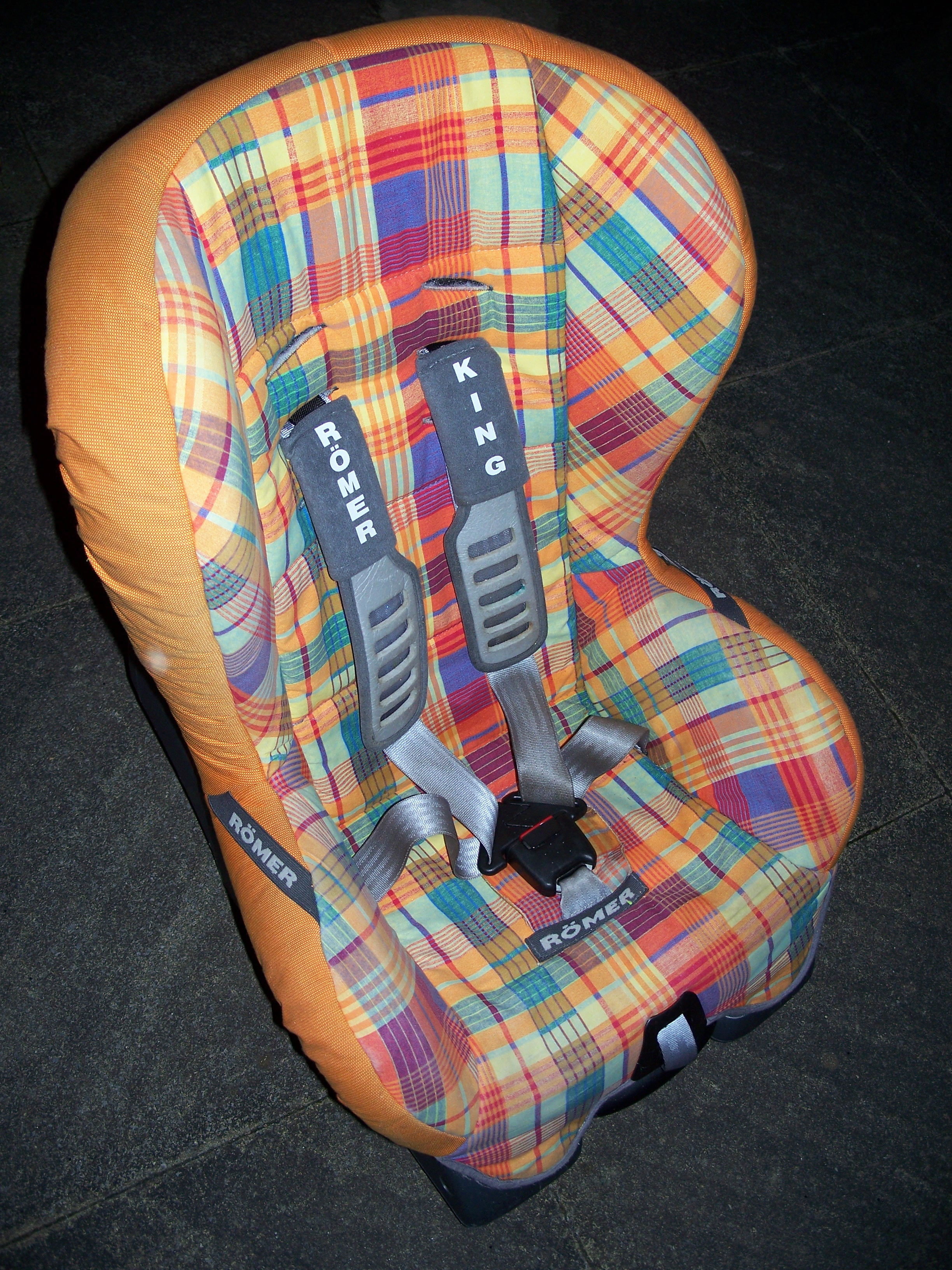
Silla infantil

Una sillita de coche, también conocida como sistema de retención infantil, asientos de seguridad, asiento infantil o silla infantil, es el sistema de retención idóneo cuando los niños viajan en coche.
Un niño puede sufrir daños graves, incluso en caso de accidente leve o frenada brusca, si viaja sin sillita homologada según la normativa vigente o si ésta ha sido instalada de forma incorrecta, ya que puede salir despedido y golpearse con el parabrisas u otras superficies duras dentro del coche.

## Ventajas para el niño
La sillita de auto asegura la contención del niño, su protección y una mejor retención en caso de accidente, además que le permiten tener la mejor posición para estar más cómodo durante el viaje.
El cinturón de seguridad del coche no es adecuado y seguro para un niño, ya que ha sido diseñado para un pasajero adulto.

## Regulación de las sillas

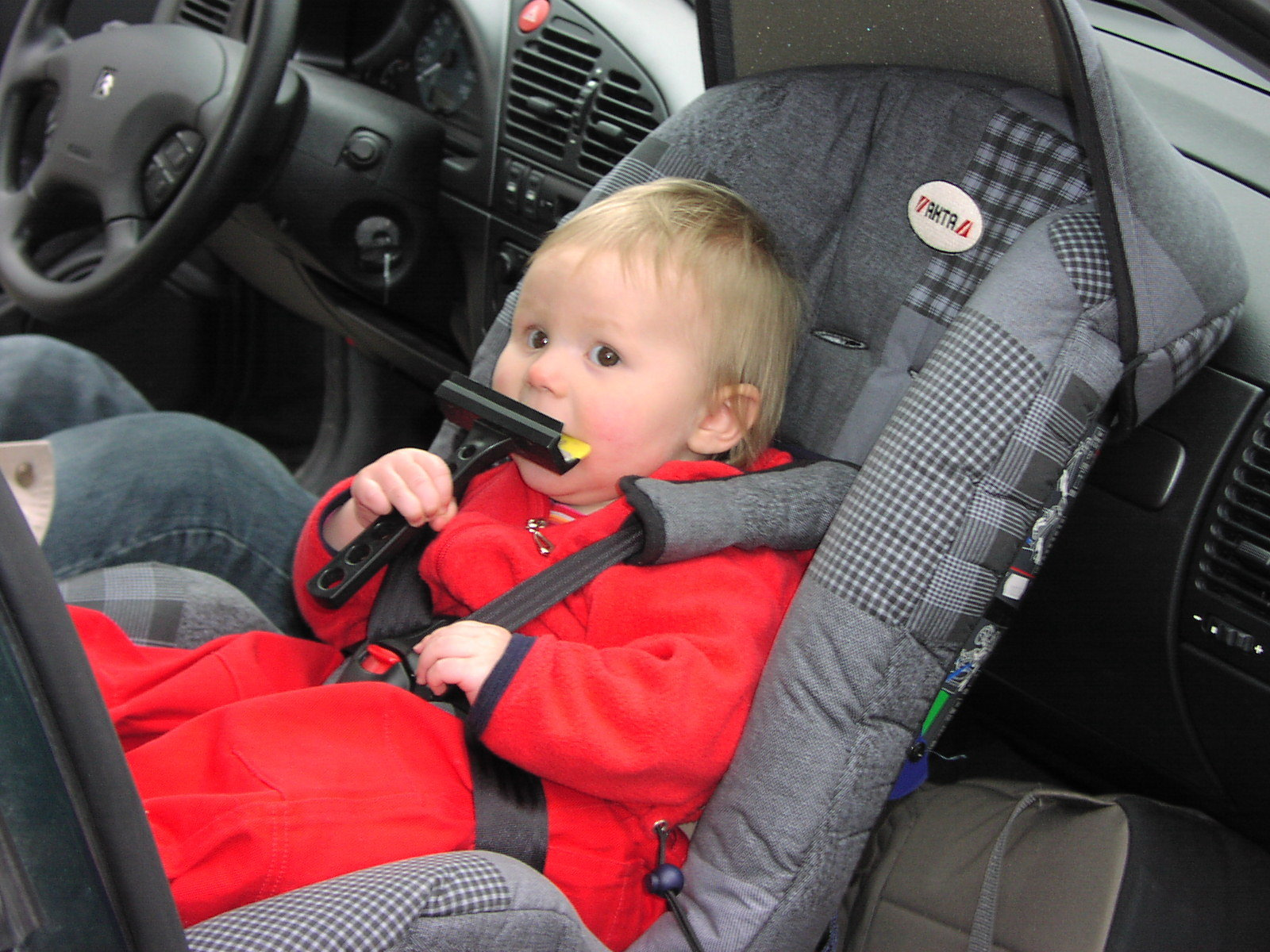
Modelo de silla de bebé a contramarcha.

La mayor parte de las sillitas de coche pueden regular la forma y las partes de contención según las fases de desarrollo del crecimiento del niño.
Los cojines-reductores se utilizan cuando el niño es pequeño y posteriormente pueden retirarse cuando crece. Dependiendo del modelo, las sillitas tienen diversas soluciones para regular la altura, el ancho y la inclinación del respaldo, del reposacabezas y los apoyabrazos.

## Comodidad para el niño
Las sillitas de coche están elaboradas con materiales que aseguran una mejor transpiración, están acolchados en las zonas específicas en las que los niños se apoyan normalmente (asiento, respaldo y reposa-cabeza) y poseen sistemas de reclinación.
Todas estas características permiten a los niños realizar viajes en coche de forma cómoda.

## Consideraciones para escoger una sillita de coche
Para los más pequeños, se debería elegir una silla / capazo en la que el bebé está sentado en sentido contrario al de la marcha, porque es más seguro para el niño.
La elección de la silla de auto debe realizarse tomando en cuenta el peso del niño. La normativa europea subdivide las sillitas en “Grupos de Peso”. Cada sillita se diseña, se homóloga y se fabrica basándose en este parámetro de referencia.
Los rangos de edad son aproximados y no afectan a la norma, ya que el desarrollo físico de cada niño es variable y en el estándar sólo se tiene en cuenta el peso.
| Grupo    | Peso (kg)                           | Edad aproximada                        |
| -------- | ----------------------------------- | -------------------------------------- |
| Grupo 0  | Desde el nacimiento hasta los 10 kg | Desde el nacimiento hasta los 12 meses |
| Grupo 0+ | Desde el nacimiento hasta los 13 kg | Desde el nacimiento hasta los 24 meses |
| Grupo 1  | De 9 a 18 kg                        | Desde los 8 meses hasta los 4 años     |
| Grupo 2  | De 15 a 25 kg                       | Desde los 3 hasta los 6 años           |
| Grupo 3  | De 22 a 36 kg                       | Desde los 5 hasta los 12 años          |

## Diferentes tipos de sillita de coche
Las sillitas de coche pueden ser Específicas o Polivalentes.
- Las específicas están indicadas para un determinado grupo de peso. Son óptimas para un uso cotidiano y frecuente. Garantizan al máximo la seguridad y el confort del niño, aunque su uso se concreta a un periodo de tiempo más breve.
- Las polivalentes (también conocidas como multigrupo) pueden ser utilizadas para dos o más grupos de peso. Pese a que mantienen las características de seguridad, se recomienda para un uso poco frecuente, ya que deben adaptarse al niño en diferentes edades y con complexiones corporales distintas.

## Instalación de la sillita de coche
La instalación de todas las sillitas de tipo tradicional se realiza con los cinturones de seguridad del coche o mediante el sistema ISOFIX. Los cinturones de seguridad del vehículo, requieren una mayor atención en su montaje.
- Grupo 0 y 0+

Por lo que respecta a los recién nacidos, que necesitan estar en posición horizontal durante los primeros cuatro meses de vida, se pueden utilizar capazos de seguridad específicos. Los capazos deben estar fijados con kits de instalación homologados aunque algunos vienen de serie con las correas de sujeción y demás elementos del kit. Cabe destacar que no todos los coches están dispuestos a la instalación de los capazos.
- Grupo 1

Está demostrado que la colocación de espaldas al sentido de la marcha es más segura, aunque pueden viajar legalmente en ambos sentidos. Las sillitas Grupo 1 disponen normalmente de correas incorporadas para la retención del niño ("5 puntos").
- Grupo 2/3

Pueden viajar en el sentido de la marcha pero grupo 2 van más seguros si están colocados de espaldas al sentido de la marcha. Hay varios tipos: con respaldo rígido, con cojines elevadores (también llamados booster), o con respaldo extraíble, que se transforman en cojines elevadores cuando el niño crece.

### ISOFIX
ISOFIX es un estándar ISO (ISO 13216) de sistema de sujeción para sillas de seguridad para niños.
Antes de comprar una silla, consulte si su vehículo permite este sistema de sujeción, ya el estándar define unos puntos de anclaje estándares para ser manufacturados en los coches, permitiendo que las sillas de seguridad para niños se monten de una forma rápida y asegurada. Los puntos de sujeción rígidos van atornillados o soldados a la carrocería del coche, con sus correspondientes enganches para el asiento del niño, de esta forma se reduce la posibilidad de cometer errores en la instalación del asiento en el vehículo.

### Instalación a contramarcha
En este tipo de instalación las sillas se colocan en sentido contrario al de la marcha del vehículo. Casos como el de Jaxon Taylor, un bebé australiano que sufrió una decapitación interna a causa de un accidente de tráfico han puesto de manifiesto las ventajas de este sistema de instalación, en el que la propia estructura rígida del respaldo de la silla hace de soporte para la cabeza y cuello del bebé ante un impacto frontal del vehículo, impidiendo o reduciendo en gran medida lesiones como el latigazo cervical.

Numerosos expertos aconsejan instalar las sillas de seguridad infantiles en sentido contrario de la marcha y al menos hasta los 4 años de edad. Según las estadísticas de accidentes de tráfico publicadas por la Dirección General de Tráfico de España, las lesiones en la zona cuello, cabeza y tórax son la causa de alrededor del 70% de las víctimas en accidentes de tráfico. 

## Regulaciones

### España
El Real Decreto 965/2006, de 1 de septiembre, establece que se deberán utilizar los sistemas de retención homologados:
- Respecto de los asientos delanteros del vehículo:
  - Los menores de doce años cuya estatura sea inferior a 135 centímetros
- Respecto de los asientos traseros del vehículo:
  - Las personas cuya estatura no alcance los 135 centímetros.
- Los niños no podrán utilizar un dispositivo de retención orientado hacia atrás instalado en un asiento del pasajero protegido con un airbag frontal, a menos que haya sido desactivado, condición que se cumplirá también en el caso de que dicho airbag se haya desactivado adecuadamente de forma automática.